# Marie Dolores Inglese
Marie Dolores Inglese (Rovigo, 16 décembre 1866 – Rovigo, 29 décembre 1928) est une religieuse italienne membre des Servantes de Marie Réparatrices et reconnue vénérable par l'Église catholique.

## Biographie
Marie Inglese naît le 16 décembre 1866 à Rovigo. En 1869, sa famille déménage à Padoue pour raisons professionnelles. Après la mort de son père en 1882, elle revient vivre à Rovigo avec sa mère et travaille comme couturière. À 17 ans, elle voit la Vierge Marie en rêve qui l'invite à la prière et à la pénitence. En 1889, elle adhère à la pieuse union des Filles de Marie de la cathédrale de Rovigo, dont elle devient présidente.

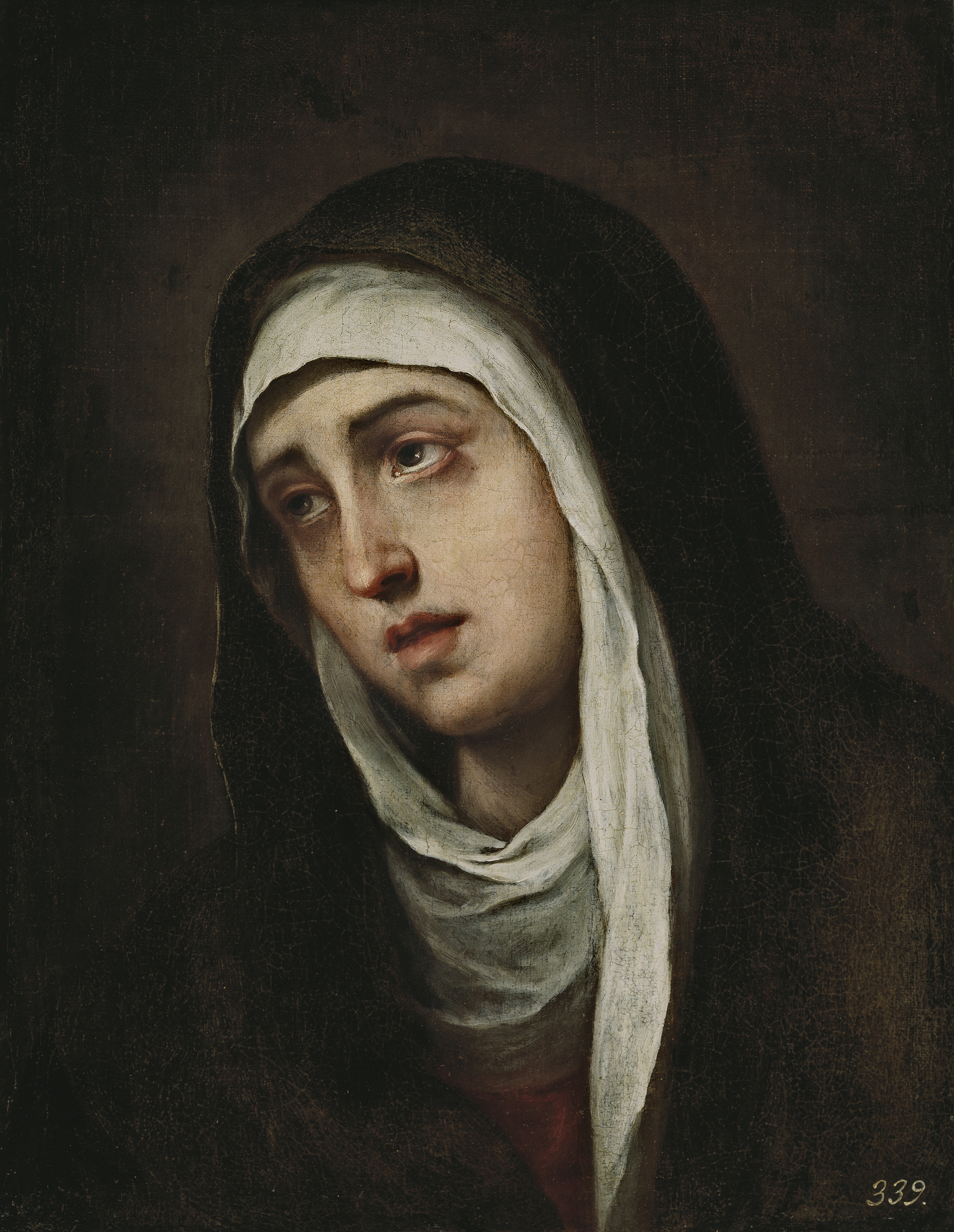
La Dolorosa de Murillo (v. 1665), musée du Prado, Madrid.

Le 1er novembre 1892, elle entre dans le Tiers-Ordre des Servites de Marie dont le siège est à l'église Saint-Michel de Rovigo. Pour les réunions de prière, les tertiaires achètent une image de Notre-Dame des Douleurs, copie d'un tableau de Murillo dont l'original est aujourd'hui au musée du Prado à Madrid. Le 1er mai 1895, trois filles de l'école voient la Madone bouger les yeux. Le prodige n'est pas officiellement reconnu par l'Église, mais il est documenté.
Dès la première apparition du phénomène, certains fidèles s'interrogent sur la signification du miracle. Marie Inglese assiste et voit également les yeux de l'image bouger. Elle réfléchit sur sa signification, et en février 1899, elle sent que la Vierge réclame des réparations contre les offenses qui lui sont faites. Pour diffuser ses idées, elle crée une publication sur la réparation mariale : communion hebdomadaire, récitation du chapelet, et une demi-heure de prière mariale le samedi. 
Marie Inglese pense aussi créer un institut dédié à la réparation mariale à Rovigo. Tommaso Pio Boggiani, évêque d'Adria-Rovigo, connaissant ses intentions, lui suggère de s'adresser aux Servantes de Marie fondée par Marie Élise Andreoli. En 1911, elle décide d'entrer dans cette congrégation avec l'intention de faire en sorte que la dévotion à la réparation mariale soit à la première place parmi les dévotions des religieuses. Mère Andreoli, non seulement accepte la proposition, mais l'accueille avec enthousiasme. 
Le 29 décembre 1911, elle entre comme postulantepuis reçoit l'habit religieux en prenant le nom de sœur Marie Dolores de la Réparation le 24 mai 1912. Elle fait sa première profession solennelle le 26 mai 1913. La réparation mariale est approuvée le 8 décembre 1913 par Luigi Pelizzo, évêque de Padoue, qui ajoute le titre de Réparatrices aux Servantes de Marie. En 1913, Marie Dolores est nommée prieure de la maison de Rovigo puis élue vicaire générale. La réparation mariale reste le but de sa vie et elle essaye de faire en sorte que cette dévotion reste un aspect fondamental de la vie de chaque sœur. Marie Dolores Inglese meurt le 29 décembre 1928.

## Culte

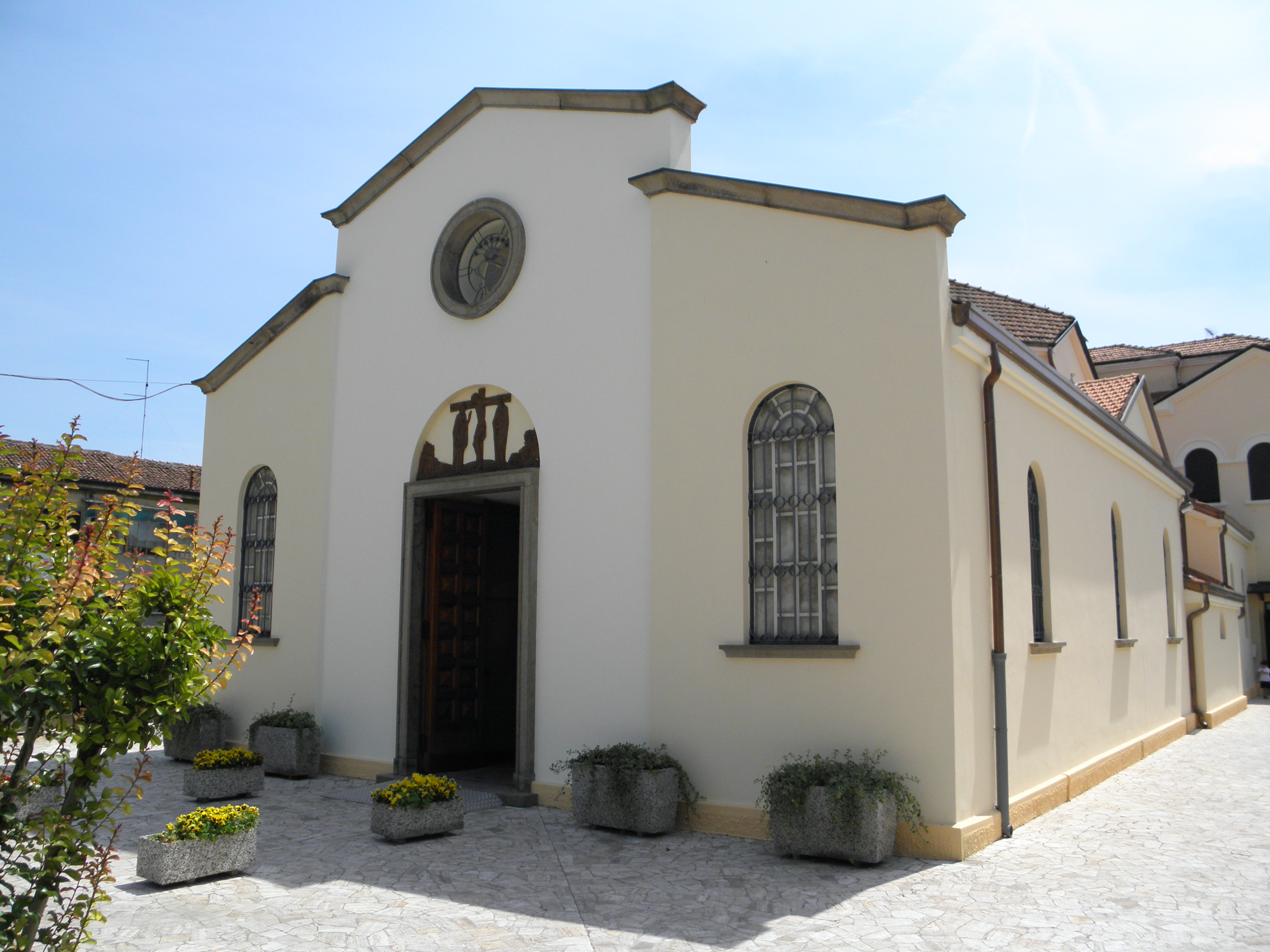
Le sanctuaire de Notre-Dame des Douleurs (l'Addolorata) de Rovigo

Le procès de sa béatification est ouvert dans le diocèse de Rovigo le 12 avril 1956 et prend fin le 2 février 1965.
Elle est reconnue vénérable le 2 avril 2011 par le pape Benoît XVI. Son corps repose dans le sanctuaire de l'Addolorata à Rovigo.